# Station Parung Panjang
Parung Panjang is een spoorwegstation in de Indonesische provincie West-Java.

## Bestemmingen
- Banten Ekspres: naar Station Jakarta Kota en Station Merak
- Patas Merak: naar Station Jakarta Kota en Station Merak
- Rangkas Jaya: naar Station Rangkasbitung en Station Tanahabang
- Ciujung: naar Station Tanahabang